# Kalkgytterlav
Kalkgytterlav (Fuscopannaria praetermissa) är en lavart som först beskrevs av William Nylander och fick sitt nu gällande namn av P. M. Jørg. Kalkgytterlav ingår i släktet Fuscopannaria och familjen Pannariaceae.  Arten är reproducerande i Sverige. Inga underarter finns listade i Catalogue of Life.